# Slana
Slana je padavina v trdnem stanju, ki se pojavlja neposredno na zemeljski površini ali na predmetih na njej.
Ko se zemeljska površina ali rastline in predmeti, ki so nekateri dobri, drugi pa slabi prevodniki toplote, toliko ohladijo, da pade temperatura obkrožujočega zraka ob rosišču (pod 0 °C). Pri tej temperaturi rosišča vodna para resublimira – preide neposredno iz plinastega v trdo stanje in se izloča v obliki tankih ledenih kristalov, ki imajo obliko iglic ali perja. Včasih se pojavi najprej rosa, vendar ta pri nadaljnjem ohlajevanju zraka, ko temperatura pade pod 0 °C, zmrzne in preide v trdo stanje. Te vrste slana je zmrznjena rosa in je amorfne strukture. Ko je temperatura rosišča okoli 0 °C, lahko opazimo, da na določenih področjih nastaja rosa, drugod pa slana, kar je odvisno od podloge teh področij.
Struktura slane ni strogo kristalnega izvora. Tvorbe v obliki peres so sestavljene iz ledenih zrn, ki so razporejena v določene vrste. 